# Cylindrophis engkariensis
Cylindrophis engkariensis là một loài rắn trong họ Cylindrophiidae. Loài này được Stuebing miêu tả khoa học đầu tiên năm 1994.